# Думитрашку Кантакузен
Дмитрий Кантакузен (молд. Думитрашку Кантакузино; 1620—1685) — господарь Молдавского княжества в ноябре 1673 года, с февраля 1674 по 10 ноября 1675 года и с февраля 1684 по 15 (25) июня 1685 год.

## Биография
Предыдущий господарь Стефан Петричейку в качестве турецкого вассала осенью 1673 года вместе с турецкой армией принял участие в походе против польских войск. Но в ходе сражения под Хотином 11 ноября 1673 года он изменил, и перешёл на сторону поляков. В ответ турки назначили новым молдавским господарём грека Дмитрия Кантакузена. Однако уже в конце ноября 1673 года при приближении к тогдашней молдавской столице Яссам польских отрядов вместе со Стефаном Петричейку, он был вынужден бежать из страны.
Получив подкрепления в виде крымских татар, Дмитрий Кантакузин в феврале 1674 года вернулся в Молдавию и вновь занял Яссы, а его противник Стефан Петричейку был вынужден бежать в Польшу. В ноябре 1675 года вследствие внутри-молдавских интриг Кантакузин был смещен, а новым господарем назначен Антон Росетти.
Осенью 1683 года, воспользовавшись поражением турецкой армии под Веной, молдавские бояре низложили тогдашнего господаря Георгия Дуку, и вновь призвали на молдавский трон Стефана Петричейку. Однако уже в феврале 1684 года в Молдавию вторглись крымские татары, которые разбили сторонников Петричейку и изгнали поддерживавшие его польские отряды. Новым господарем вновь был назначен Дмитрий Кантакузин.
Второе правление Кантакузена ознаменовалось тяжёлым голодом, вызванным разграблением страны крымскими татарами. В некоторых наиболее разоренных регионах доходило до людоедства, разразилась эпидемия чумы. В конце концов Кантакузен был смещен, а престол занял Константин Кантемир.